# Scottish FA Cup 1911/12
Der Scottish FA Cup wurde 1911/12 zum 39. Mal ausgespielt. Der wichtigste Fußball-Pokalwettbewerb im schottischen Vereinsfußball wurde vom Schottischen Fußballverband geleitet und ausgetragen. Er begann am 20. Januar 1912 und endete mit dem Finale am 6. April 1912 im Ibrox Park von Glasgow. Als Titelverteidiger startete Celtic Glasgow in den Wettbewerb, das im Finale des Vorjahres gegen Hamilton Academical gewann. Im diesjährigen Endspiel um den Schottischen Pokal standen sich Celtic und der FC Clyde gegenüber. Für Celtic war es das insgesamt 13. Endspiel seit 1889. Clyde erreichte nach 1910 zum zweiten Mal das Finale. Die Bhoys gewannen das Endspiel mit 2:0 durch Tore von Jimmy McMenemy und Patsy Gallacher. Es war der zweite Pokalsieg in Folge, und der achte insgesamt seit 1892. Der FC Clyde verlor auch sein zweites Endspiel. In der Saison 1911/12 wurde Celtic Vizemeister hinter den Rangers, Clyde wurde Tabellendritter. 

## 1. Runde
Ausgetragen wurden die Begegnungen zwischen dem 20. Januar und 3. Februar 1912. Die Wiederholungsspiele fanden zwischen dem 3. und 14. Februar 1912 statt.
|                       | Ergebnis |                      |
| --------------------- | -------- | -------------------- |
| FC East Stirlingshire | 3:0      | FC Dumbarton         |
| Broxburn Athletic     | 6:0      | FC Beith             |
| Celtic Glasgow        | 1:0      | Dunfermline Athletic |
| FC Clyde              | 2:0      | FC Abercorn          |
| FC Falkirk            | 2:2      | FC King’s Park       |
| Heart of Midlothian   | 0:0      | Hibernian Edinburgh  |
| FC Kilmarnock         | 1:0      | Hamilton Academical  |
| Leith Athletic        | 3:0      | Ayr United           |
| Greenock Morton       | 2:0      | Clachnacuddin F.C.   |
| Partick Thistle       | 2:2      | FC Dundee            |
| Raith Rovers          | 0:0      | Airdrieonians FC     |
| Glasgow Rangers       | 3:1      | FC Stenhousemuir     |
| FC St. Johnstone      | 0:2      | FC Motherwell        |
| FC St. Mirren         | 3:3      | FC Aberdeen          |
| Third Lanark          | 5:0      | FC Renton            |
| FC Armadale           | 2:1      | FC Peterhead         |

### Wiederholungsspiele
|                     | Ergebnis |                     |
| ------------------- | -------- | ------------------- |
| Airdrieonians FC    | 3:1      | Raith Rovers        |
| FC Dundee           | 3:0      | Partick Thistle     |
| FC King’s Park      | 1:6      | FC Falkirk          |
| FC Aberdeen         | 4:0      | FC St. Mirren       |
| Hibernian Edinburgh | *1:1 *   | Heart of Midlothian |

### 2. Wiederholungsspiel
|                     | Ergebnis |                     |
| ------------------- | -------- | ------------------- |
| Heart of Midlothian | *3:1 *   | Hibernian Edinburgh |

## Achtelfinale
Ausgetragen wurden die Begegnungen zwischen dem 10. und 24. Februar 1912. Das Wiederholungsspiel fand am 17. Februar 1912 statt.
|                     | Ergebnis |                       |
| ------------------- | -------- | --------------------- |
| Broxburn Athletic   | 1:6      | Third Lanark          |
| Celtic Glasgow      | 3:0      | FC East Stirlingshire |
| FC Clyde            | 3:1      | Glasgow Rangers       |
| FC Falkirk          | 0:0      | Greenock Morton       |
| Leith Athletic      | 0:2      | FC Kilmarnock         |
| FC Motherwell       | 5:1      | Airdrieonians FC      |
| FC Aberdeen         | 3:0      | FC Armadale           |
| Heart of Midlothian | 1:0      | FC Dundee             |

### Wiederholungsspiel
|                 | Ergebnis |            |
| --------------- | -------- | ---------- |
| Greenock Morton | 3:1      | FC Falkirk |

## Viertelfinale
Ausgetragen wurden die Begegnungen am 24. Februar und 9. März 1912. Das Wiederholungsspiel fand am 9. März 1912 statt.
|                 | Ergebnis |                     |
| --------------- | -------- | ------------------- |
| FC Aberdeen     | 2:2      | Celtic Glasgow      |
| FC Kilmarnock   | 1:6      | FC Clyde            |
| Third Lanark    | 3:1      | FC Motherwell       |
| Greenock Morton | 0:1      | Heart of Midlothian |

### Wiederholungsspiel
|                | Ergebnis |             |
| -------------- | -------- | ----------- |
| Celtic Glasgow | 2:0      | FC Aberdeen |

## Halbfinale
Ausgetragen wurden die Begegnungen am 9. und 30. März 1912.
|                | Ergebnis |                     |
| -------------- | -------- | ------------------- |
| FC Clyde       | *3:1 *   | Third Lanark        |
| Celtic Glasgow | *3:0 **  | Heart of Midlothian |

## Finale
| Celtic Glasgow                        | Celtic Glasgow | FC Clyde | FC Clyde |
| ------------------------------------- | --- | --- | -------- |
| Celtic Glasgow                        | \| Finale \| \| 6. April 1912 in Glasgow (Ibrox Park) \| \| Ergebnis: 2:0 (1:0) \| \| Zuschauer: 50.000 \| \| Schiedsrichter: T. Dougary \| \| Spielbericht \|                            | \| Finale \| \| 6. April 1912 in Glasgow (Ibrox Park) \| \| Ergebnis: 2:0 (1:0) \| \| Zuschauer: 50.000 \| \| Schiedsrichter: T. Dougary \| \| Spielbericht \| | FC Clyde |
| Celtic Glasgow                        | John Mulrooney – Alec McNair, James Young, Willie Loney, Joe Dodds – Peter Johnstone, Andy McAtee, John Browning – Patsy Gallacher, Jimmy Quinn, Jimmy McMenemy Cheftrainer: Willie Maley | Robert Carmichael, Jimmy Blair, William Walker, Willie McAndrew, Collins, Gilligan, Grant, Morrison, Stevens, Hamilton, J. Jackson Cheftrainer: Alex Maley     | FC Clyde |
| Celtic Glasgow                        | Patsy Gallacher Jimmy McMenemy | | FC Clyde |
| Finale                                | | |          |
| 6. April 1912 in Glasgow (Ibrox Park) | | |          |
| Ergebnis: 2:0 (1:0)                   | | |          |
| Zuschauer: 50.000                     | | |          |
| Schiedsrichter: T. Dougary            | | |          |
| Spielbericht                          | | |          |